# دانيال هنتر
دانيال هنتر (23 يناير 1990 - ) (بالإنجليزية: Daniel Hunter)‏ هو لاعب كرة طائرة المملكة المتحدة. شارك في الألعاب الأولمبية الصيفية 2012.

## وصلات خارجية
- دانيال هنتر على موقع أوليمبيديا (الإنجليزية)
- دانيال هنتر على موقع اللجنة الأولمبية البريطانية (الإنجليزية)